# Nashornkäfer (Art)
Der Nashornkäfer (Oryctes nasicornis) ist ein Käfer aus der Familie der Blatthornkäfer (Scarabaeidae).

## Beschreibung
Der Käfer ist bis zu 40 Millimeter lang, walzenförmig und schwarz oder dunkelbraun gefärbt, oft mit kastanienbraunen Flügeldecken. Die Körperoberfläche, vor allem die der Flügeldecken, ist glatt und glänzend; die Flügeldecken tragen sehr feine Punktreihen. Während die Oberseite kahl ist, ist die Unterseite sehr auffallend abstehend fuchsrot behaart. Der Kopf trägt Fühler mit der für die Familie charakteristischen dreigliedrigen Fühlerkeule, die Oberkiefer (Mandibeln) sind blattartig verbreitert und von oben her gut sichtbar, der Kopf ist zwischen ihnen dreieckig verschmälert. Die Schienen (Tibia) aller drei Beinpaare sind zu Grabbeinen umgestaltet; sie sind etwas abgeflacht und verbreitert und außen grob gezähnt.
Das charakteristische Horn, dem die Art ihren Namen verdankt, sitzt auf der Oberseite des Kopfes. Es ist nur beim Männchen lang und gebogen; das Weibchen trägt an gleicher Stelle nur ein kurzes Horn oder einen Höcker. Auch der Halsschild ist zwischen den Geschlechtern sehr verschieden gebaut. Beim Männchen trägt er in der hinteren Hälfte eine leistenförmige Erhebung, die in der Mitte zu drei deutlichen Höckern aufgebogen ist. Beim Weibchen fehlen diese Höcker, der Halsschild trägt vorne einen undeutlich begrenzten Eindruck. Wie bei vielen hörnertragenden Käfern kommen nicht selten „weibchenförmige“ Männchen ohne Horn vor (meist kleine Tiere), diese sind von den Weibchen dadurch unterscheidbar, dass das Pygidium (das ist das oben liegende Sklerit des letzten Hinterleibssegments, das die Flügeldecken nach hinten überragt und nicht von diesen bedeckt ist), bei ihnen kahl ist, bei den Weibchen behaart.
Die Larven haben die typische Engerlingsgestalt der Blatthornkäferlarven, es sind sehr große weißlich gefärbte, walzenförmige Larven, die bauchwärts C-förmig eingekrümmt sind. Am Vorderende sind die hellbraune Kopfkapsel und drei relativ lange, braun gefärbte Beinpaare erkennbar. Die Körperoberfläche ist segmentiert und zusätzlich in abgesetzte Ringel (Plicae) gegliedert; sie trägt kleine, braun gefärbte Sklerite.

## Lebensweise

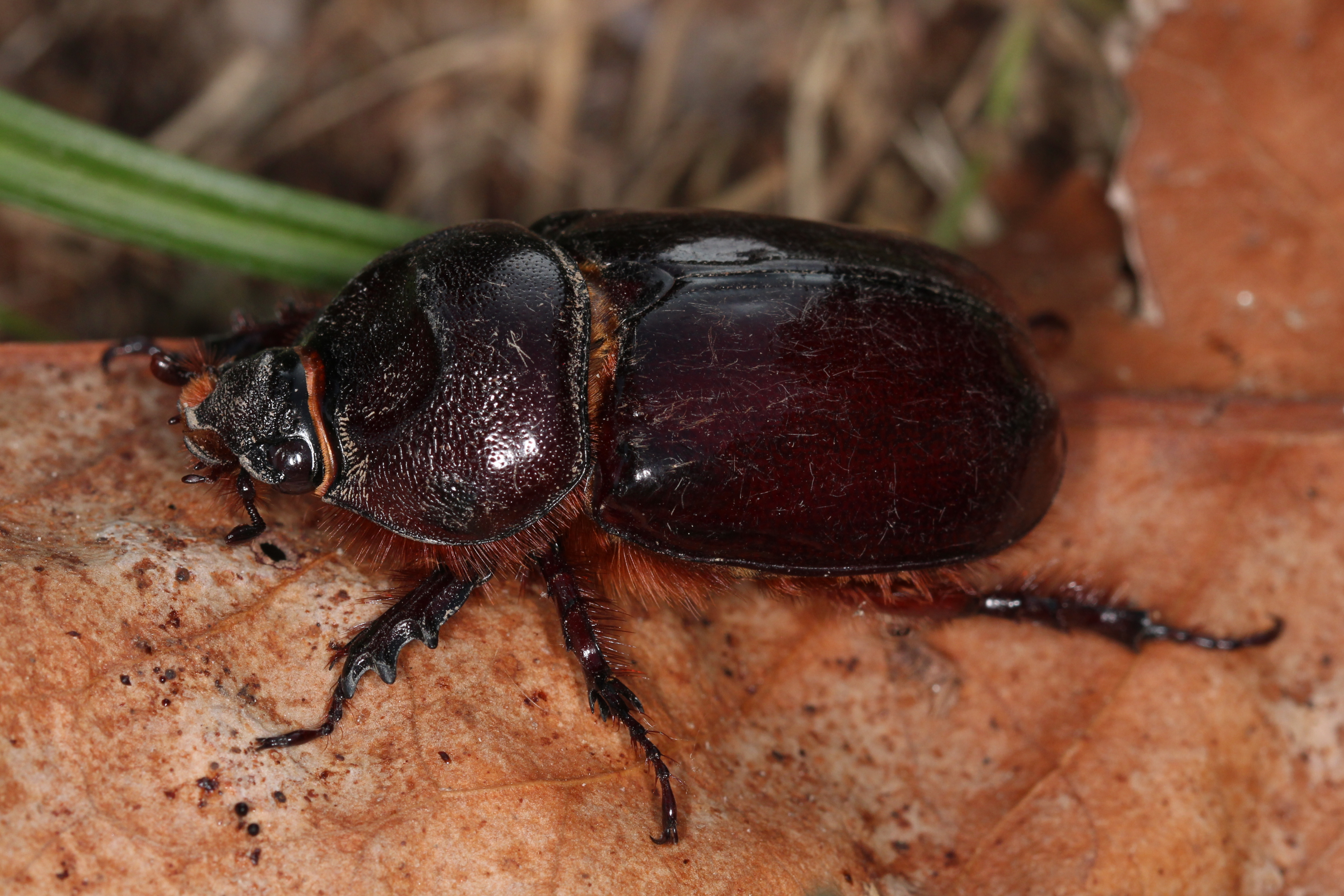
Weibchen des Nashornkäfers – Seitenansicht

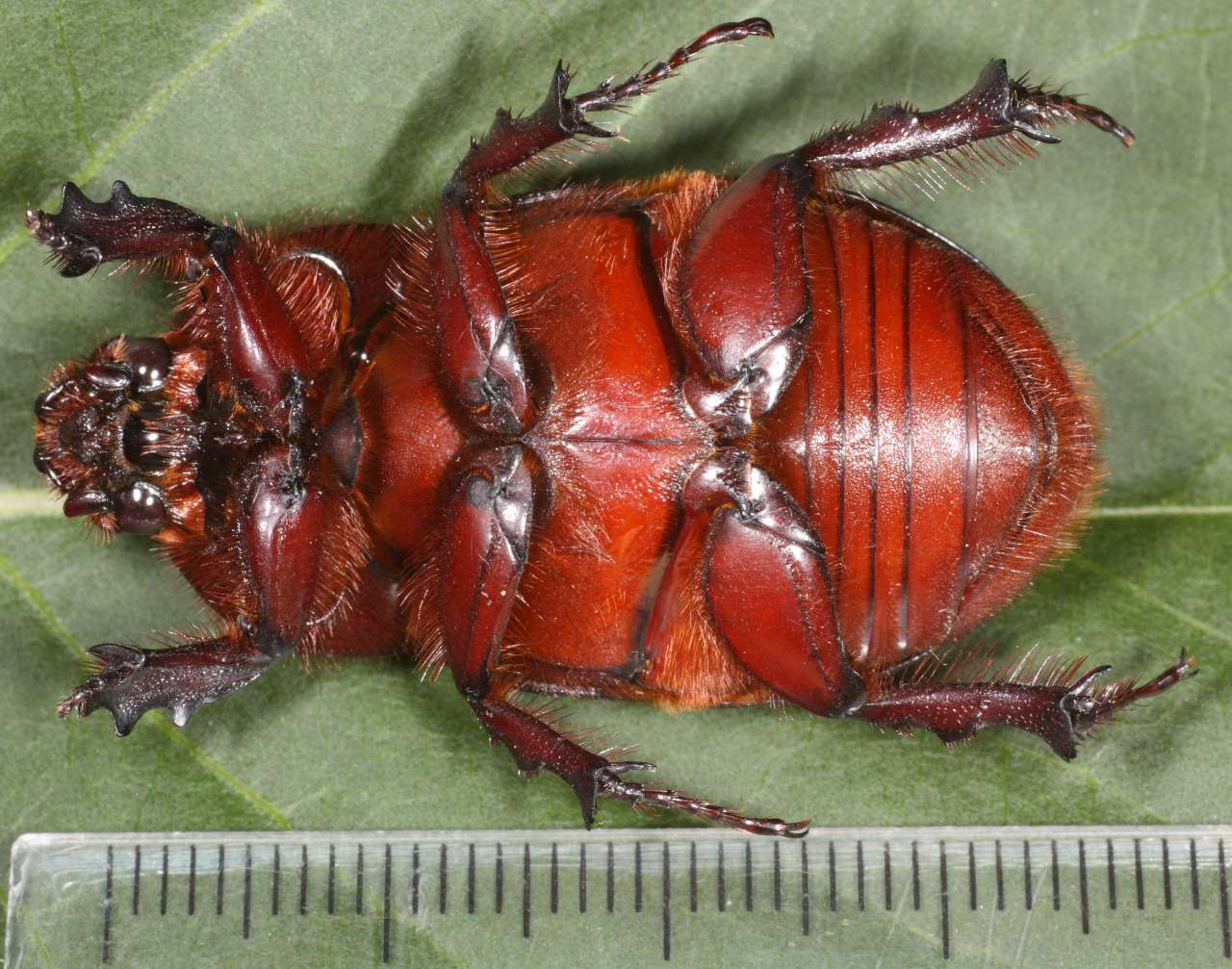
Unterseite

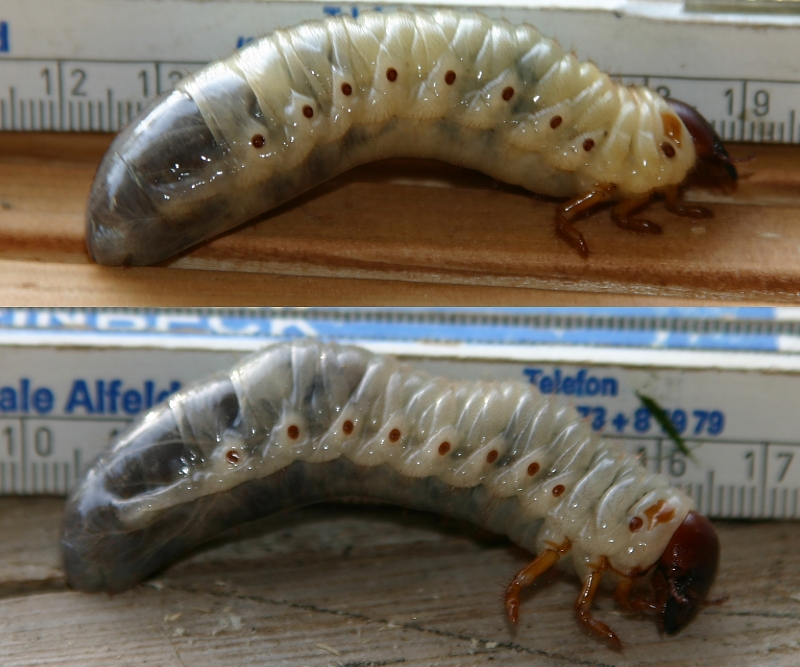
Nashornkäferlarven

Ursprünglicher Lebensraum der Art ist stark zersetzter, weicher Holz-Mulm, wie er sich im Inneren von abgestorbenen Baumstämmen oder dickeren Ästen alter Laubbäume ansammelt. In den Urwäldern Europas ohne menschlichen Einfluss war solcher Mulm weit verbreitet, eine Vielzahl von Käferarten sind darauf spezialisiert. Während aber zahlreiche Mulmkäfer heute als „Urwaldrelikte“ sehr selten, oft vom Aussterben bedroht sind, ist dem Nashornkäfer der Übergang auf neue, vom Menschen gemachte Substrate gelungen. Die Art ist deshalb in Mitteleuropa nicht mehr selten und fast überall zu finden, sie scheint sich sogar weiter auszubreiten. Im ursprünglichen Lebensraum Holzmulm ist der Nashornkäfer hingegen extrem selten zu finden, möglicherweise kam er hier in Mitteleuropa gar nicht ursprünglich vor, sondern ist erst von Süden her zugewandert. Auch in Südeuropa sind Nachweise aus Baumhöhlen selten, z. B. wurde er hier in Alteichen in einem italienischen Park gefunden.
Erstes menschengemachtes Substrat war offensichtlich Eichenlohe als Rückstand der Gerberei. Heute wird die Art regelmäßig und auch in großen Mengen in Sägemehlhaufen an Sägewerken und anderen holzverarbeitenden Betrieben und in Haufen von Rindenmulch gefunden, aber auch in gewöhnlichen Komposthaufen in Gärten und Kleingärten, sofern in ihnen genug faseriges Material abgelagert wurde. Das muss nicht unbedingt Holz sein. Bei einer belgischen Untersuchung war das beste Wachstum in relativ frischem, aber mit Weißfäulepilzen besiedeltem Material zu beobachten, während stärker zersetztes Material weniger und kleinere Käfer lieferte.
Der Nashornkäfer hat, wie alle verwandten Arten, drei Larvenstadien. Danach verpuppen sich die Larven in hühnereigroßen Kokons aus Lehm und Sägemehl. Die Ernährung der adulten Tiere ist bisher nicht ganz geklärt. Wenn sie in ihrem kurzen Leben überhaupt Nahrung aufnehmen, ernähren sie sich vermutlich von Baumsäften.
Nashornkäfer sind hauptsächlich dämmerungs- und nachtaktiv. Die adulten Käfermännchen nutzen das auffallende Kopfhorn tatsächlich Nashorn-artig bei Kämpfen gegeneinander um Weibchen. Wie bei verwandten Arten, ist davon auszugehen, dass kleine Männchen die hornlos sind, gegenüber körperlich überlegenen Männchen als Weibchen getarnt sind und sich dadurch unbemerkt in die Nähe der Weibchen schmuggeln können. Direkte Nachweise dafür beim Nashornkäfer selbst stehen allerdings noch aus.

### Verdauung von Zellulosefasern durch die Larve
Larven des Nashornkäfers ernähren sich von Holz- und anderen Pflanzenfasern, die weit überwiegend aus Zellulose (und Hemicellulose) bestehen. Dieses Material ist bekanntlich von fast allen Tierarten nur schwer verdaulich. Bei Versuchen war es möglich, Nashornkäferlarven bei ausschließlicher Gabe von Filterpapier über Wochen am Leben zu halten. Die Tiere müssen also in der Lage sein, die Zellulosefasern tatsächlich zu verdauen. Im Darm von Nashornkäferlarven konnten allerdings überhaupt keine zellulose-abbauenden Enzyme (Cellulasen) gefunden werden. Die Zellulose wird erst im Enddarm abgebaut, der eine Gärkammer (ähnlich dem Pansen der Wiederkäuer) bildet. Die chemischen Bindungen der Zellulosemoleküle werden letztlich hier durch symbiotische Bakterienarten aufgeschlossen. Das findet unter strikt anaeroben Bedingungen und in alkalischem Milieu statt. Dabei wird Methan als Abbauprodukt freigesetzt. Wichtigste Proteinquelle der Käfer sind die Mikroorganismen selbst, die zum Teil verdaut werden.

## Verbreitung
Das Verbreitungsgebiet umfasst Mittel- und Südeuropa bis Südskandinavien und Baltikum, Nordafrika nördlich der Sahara, die Kanarischen Inseln und Teile Zentral- und Ostasiens, östlich bis zum indischen Himalaya. Innerhalb des sehr großen Areals werden eine Reihe von Unterarten unterschieden. Insgesamt sind 19 Unterarten beschrieben worden, deren Definition und Abgrenzung gegeneinander aber in vielen Fällen fraglich ist. Meist wird die Unterart gar nicht angegeben. Die Unterart prolixus, ein Endemit der Kanarischen Inseln, wird gelegentlich als eigenständige Art aufgefasst. In Mitteleuropa ist die Typusunterart Oryctus nasicornis nasicornis verbreitet, im östlichen Mitteleuropa (Slowakei und Polen) kommen aber bereits die (umstrittenen) Unterarten holdhausi und polonicus vor. In Norditalien lebt die Unterart corniculatus (syn. laevigatus). Weitere Unterarten sind für das Mittelmeergebiet angegeben. Nach Nordeuropa, insbesondere Skandinavien, ist die Art erst in historischer Zeit eingewandert. Sie fehlt bis heute in Großbritannien.
In Südostasien kommen andere Arten der Gattung vor, die teilweise als Schädlinge an genutzten Palmenarten erbittert bekämpft werden. Gelegentlich in der Presse oder im Internet zu findende Falschmeldungen über ein Vorkommen im tropischen Ostasien, z. B. in Thailand, beziehen sich auf diese Arten. Der Nashornkäfer selbst ist ökonomisch bedeutungslos. Es wird sogar empfohlen, sein Vorkommen in Komposthaufen für eine bessere Rotte zu fördern oder ihn dort gezielt anzusiedeln.

## Feinde
Dolchwespen-Arten sind teilweise auf Nashornkäferlarven als Beute spezialisiert. Die Wespe legt ein Ei auf der Larve ab, die sich entwickelnde Wespenlarve frisst daran von außen, sie tötet dabei letztlich die Käferlarve ab (idiobionter Parasitoid). Als spezialisierter Parasitoid von Nashornkäferlarven bekannt geworden ist die Gelbköpfige Dolchwespe

## Gesetzlicher Schutz
Der Nashornkäfer ist in Deutschland durch Aufnahme in die Bundesartenschutzverordnung eine besonders geschützte Tierart (§ 1 Satz 1 i. V. m. Anlage 1 BArtSchV). Nach § 44 Bundesnaturschutzgesetz (BNatSchG) ist es danach verboten, „sie zu fangen, zu verletzen oder zu töten oder ihre Entwicklungsformen aus der Natur zu entnehmen, zu beschädigen oder zu zerstören“ (§ 44 Abs. 1 BNatSchG). Außerdem dürfen ihre „Fortpflanzungs- oder Ruhestätten“ nicht beschädigt oder zerstört werden; es ist außerdem verboten, sie zu kaufen, zu verkaufen oder in Besitz zu nehmen. Von den Vorschriften kann die Untere Naturschutzbehörde auf Antrag Ausnahmen zulassen (§ 45 BNatSchG). Ein besonderer Schutz der Tiere in Planungs- oder Zulassungsverfahren ist damit allerdings nicht verbunden.
In der Schweiz ist der Nashornkäfer geschützt nach Artikel 20 der Verordnung über den Natur- und Heimatschutz, er ist hier in die Liste der geschützten Tiere (Anhang 3) aufgenommen.

## Fossiler Nachweis
Subfossile Reste der Art wurden bei der archäologischen Erfassung des Stralsunder Rathauses gefunden. Hier wurde ca. 1390 Gerberlohe als Füllmaterial in Gewölbekappen eingebaut, die zahlreiche Käferreste enthielt. Dies ist deshalb bedeutsam, weil das mittelalterliche Vorkommen der Art in Norddeutschland oft bezweifelt wurde, z. B., weil kein echter Volksname der auffallenden Art überliefert ist.
Fossile Käfer, die der rezenten Art zugeordnet wurden, sind in Deutschland in pliozänen Sedimenten (Tongrube Willershausen, Südniedersachsen) gefunden worden

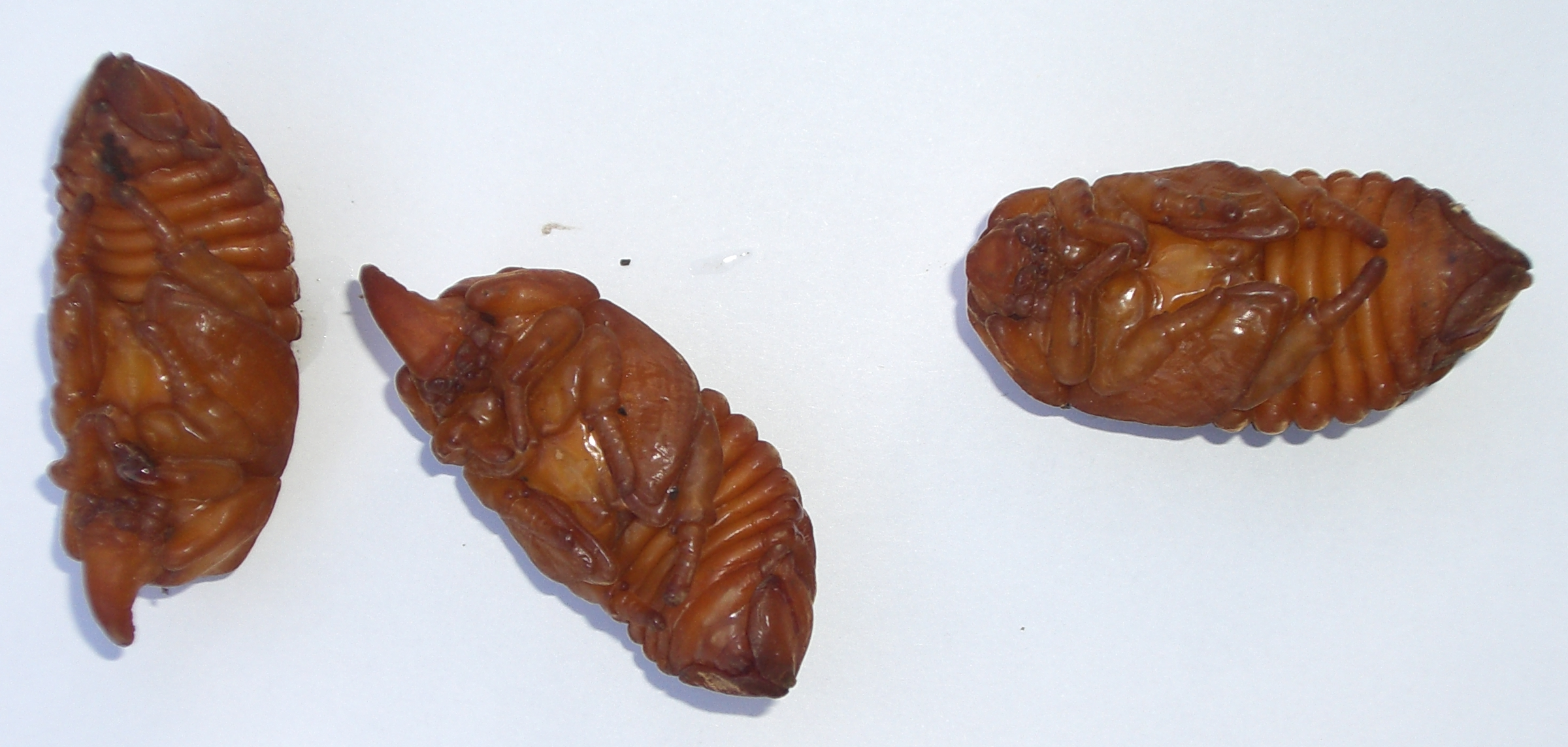
Nashornkäferpuppen
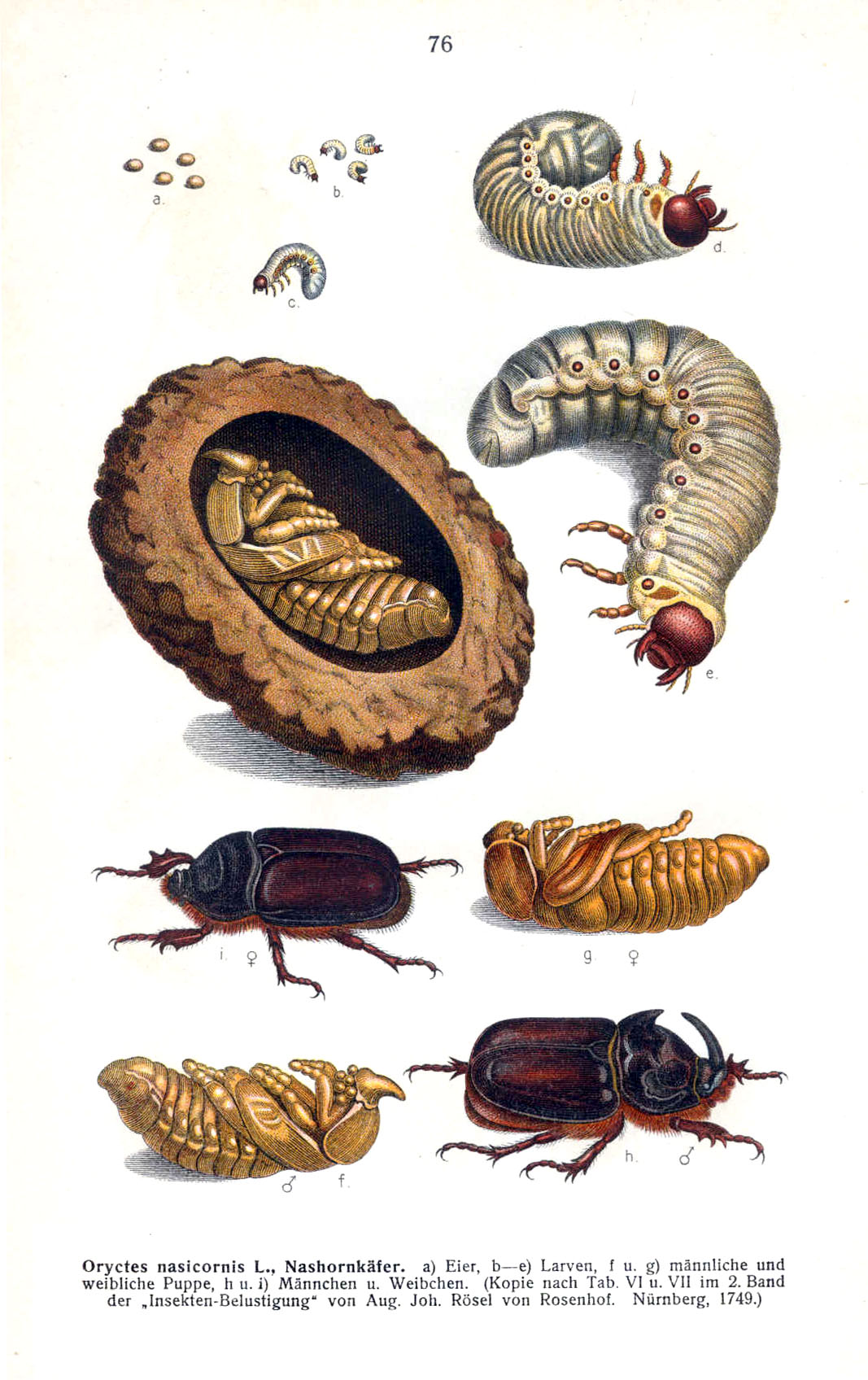
Lebenszyklus des Nashornkäfers vom Ei über Larven, Puppen zum erwachsenen Tier; aus Edmund Reitters Fauna Germanica. Die Käfer des Deutschen Reiches. Band II. (1908)
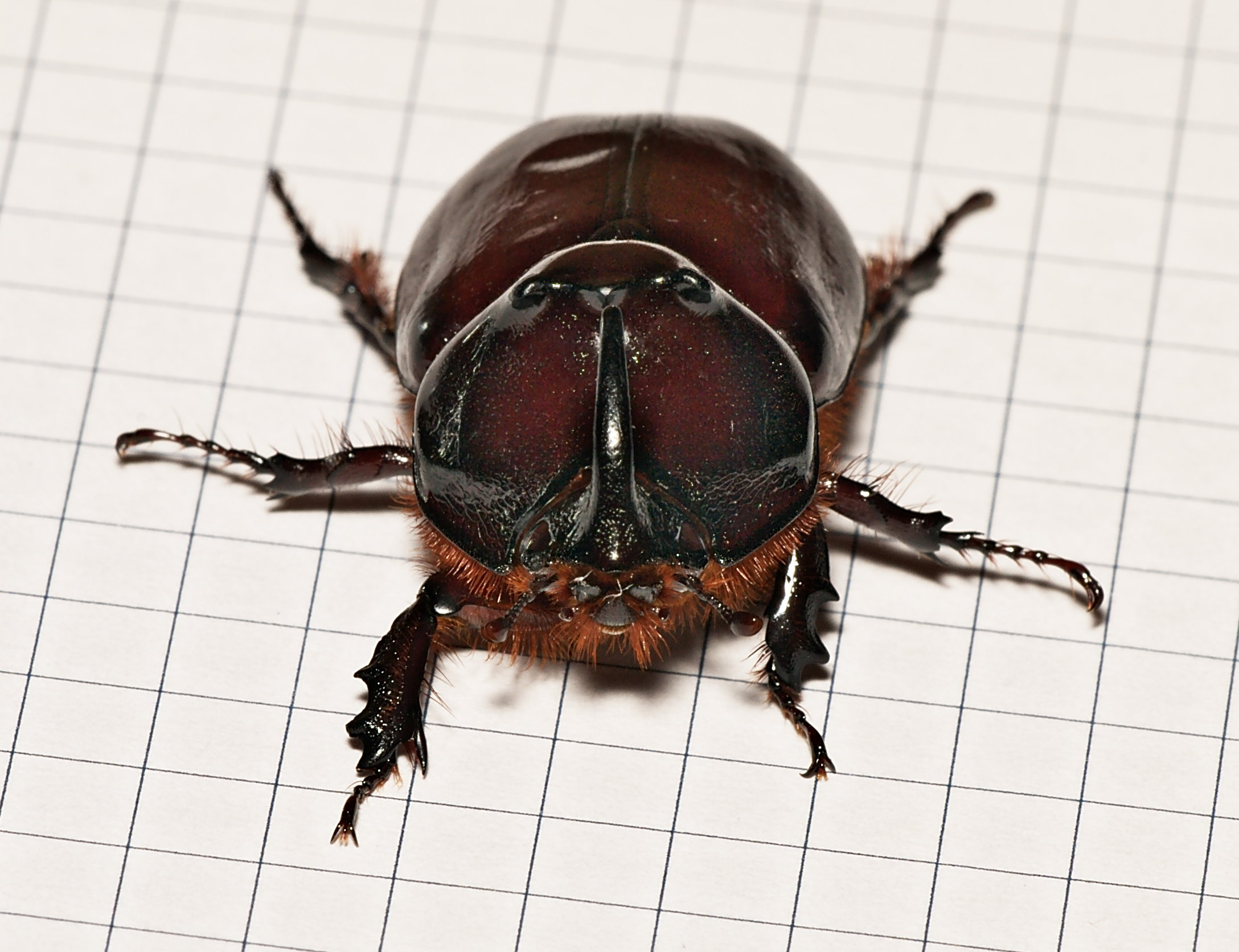
Nashornkäfer von vorne. Die Papierquadrate sind 5 × 5 mm groß.